# Scusa ma ti voglio sposare (film)
Scusa ma ti voglio sposare è un film del 2010 diretto da Federico Moccia.
È il seguito del film Scusa ma ti chiamo amore ed è interpretato da Raoul Bova e Michela Quattrociocche, con le musiche originali di Emanuele Bossi e degli Zero Assoluto.
Il film è l'adattamento cinematografico dell'omonimo romanzo di Federico Moccia.
La distribuzione nel circuito cinematografico italiano è iniziata il 12 febbraio 2010.

## Trama
Dopo aver vissuto per 8 mesi al faro assieme a Niki, Alex acquista per loro due una nuova casa a Roma in cui si trasferiscono subito dopo aver terminato di arredarla. Durante questo periodo molto cambia nella vita degli amici di Alex: Susanna sorprende Pietro a letto con la dottoressa, scoprendo il suo tradimento e separandosi. Anche Enrico viene lasciato dalla moglie e resta solo con la figlia Ingrid, a cui dedica quasi tutto il suo tempo. Infine tra Flavio e Cristina inizia ad essere evidente la crisi e la mancanza di comunicazione nella coppia.
Tra le O.N.D.E., le amiche di Niki, Olly è impegnata per gran parte della giornata in uno stage in una casa di moda mentre Erika, in un momento di confusione sentimentale, porta avanti contemporaneamente diverse relazioni con vari uomini. Diletta invece si scopre incinta di Filippo. Subito dopo il trasloco, i due fidanzati organizzano una cena con gli amici. La mattina dopo Niki, iscritta all'università, esce di casa per andare a lezione lasciando il suo computer portatile aperto. Alex lo nota e controlla i messaggi della chat, scoprendo che la ragazza riceve messaggi da svariati amici.
All'università Niki conosce un ragazzo, Guido, appassionato di poesia. Alex, ingelosito dalla scoperta dei messaggi in chat, decide di chiedere a Niki di sposarlo. Con una sorpresa, la porta a Parigi dove, durante una cena, le fa la richiesta. Lei, felice, dice di sì.
Dopo aver ufficializzato il fidanzamento facendo conoscere, pur non senza problemi, le rispettive famiglie nella tenuta della famiglia di Alex, iniziano i preparativi del matrimonio, assieme alle sorelle di Alex, Niki inizia quindi ad occuparsi del matrimonio ma subito non gradisce l'operato delle due future cognate che vogliono decidere ogni aspetto della cerimonia. Si lamenta quindi con Alex, ma dopo vari tentativi e dopo aver litigato anche con le tre amiche, viene improvvisamente colta da una grande paura per il matrimonio e decide di lasciare Alex con una lettera.
Alex, depresso, si trasferisce quindi a casa dell'amico Pietro dove nel frattempo si sono trasferiti anche Flavio ed Enrico con la figlia.
Niki inizia a frequentarsi con Guido, e dopo aver incontrato Alex per un chiarimento, gli dice che la loro storia è finita. Parte quindi per Ibiza assieme alle amiche e a Guido. Alex, dopo essersi reso conto che non vuole perdere Niki, decide di andare a cercarla fino ad Ibiza dove, interrompendo un concerto in spiaggia, sale sul palco e chiede scusa a Niki. La ragazza capisce che è Alex la persona che ama davvero e, lasciando Guido, lo raggiunge sul palco. Finalmente, con una cerimonia all'aperto, i due si sposano.

## Riprese
Le riprese del film sono iniziate il 9 marzo 2009, sono durate 10 settimane e si sono svolte a Roma e a Parigi.
Tra le scene girate nella capitale italiana, alcune hanno avuto come set l'Università La Sapienza.

## Colonna sonora
La colonna sonora del film è stata scritta dagli Zero Assoluto e da Emanuele Bossi ed è stata pubblicata il 9 febbraio 2010, distribuita dall'etichetta RTI.
Contiene un CD con i brani del film e un DVD contenente un'intervista a Federico Moccia e agli Zero Assoluto.
Dei 16 brani che la compongono, 12 sono degli Zero Assoluto e di Emanuele Bossi mentre gli altri 4 sono stati scelti dagli Zero Assoluto e Federico Moccia.
Il brano Per dimenticare, oltre ad essere il principale tema musicale del film, è stato utilizzato anche nel trailer promozionale.
Tracce
1. Per dimenticare (Zero Assoluto)
2. Cos'è normale (Zero Assoluto)
3. Non guardarmi così (Zero Assoluto)
4. Boys (Sabrina Salerno)
5. Come Fly Away (Benny Benassi e Channing)
6. La mia signorina (Neffa)
7. Gatto matto (Roberto Angelini)
8. Scusa ma ti voglio sposare (Zero Assoluto ed Emanuele Bossi)
9. Quella non sono io (Zero Assoluto ed Emanuele Bossi)
10. Isola Blu (Zero Assoluto ed Emanuele Bossi)
11. Tema di un addio (Zero Assoluto ed Emanuele Bossi)
12. A casa di Alex (Zero Assoluto ed Emanuele Bossi)
13. Desiderio (Zero Assoluto ed Emanuele Bossi)
14. La letterada di Niki (Zero Assoluto ed Emanuele Bossi)
15. Per dimenticare (Zero Assoluto ed Emanuele Bossi)
16. Cos'è normale (Zero Assoluto ed Emanuele Bossi)
17. Ora che non vivo (Irene Fornaciari)

## Incassi
Nel primo weekend di programmazione la pellicola ha incassato 2 491 383 €, piazzandosi al secondo posto, alle spalle di Avatar, nella classifica d'incassi italiana relativa al weekend 12-14 febbraio 2010.
Nella prima settimana di programmazione, dal 12 al 18 febbraio 2010, il film ha incassato 4 195 464 €.
Nel secondo weekend, il film ha incassato 1 452 281 € scendendo al terzo posto, alle spalle di Avatar e Wolfman, nella classifica d'incassi italiana relativa al weekend 19-21 febbraio 2010.
Nella seconda settimana di programmazione, dal 19 al 25 febbraio 2010, il film ha incassato 1 899 254 €.
Nel terzo weekend, il film ha incassato 453 347 € scendendo al settimo posto nella classifica d'incassi italiana relativa al weekend 26-28 febbraio 2010.
Nella terza e ultima settimana di programmazione, dal 26 al 4 marzo 2010, il film ha incassato 667 946 €.
Al 4 marzo 2010 il film ha registrato un incasso totale definitivo di 6 762 664 €.